# Doctrina Carter
La doctrina Carter fue una política proclamada por el presidente de Estados Unidos Jimmy Carter en su discurso del Estado de la Nación el 23 de enero de 1980, que declaró que Estados Unidos usaría la fuerza militar, de ser necesario, para defender sus intereses nacionales en el golfo Pérsico.

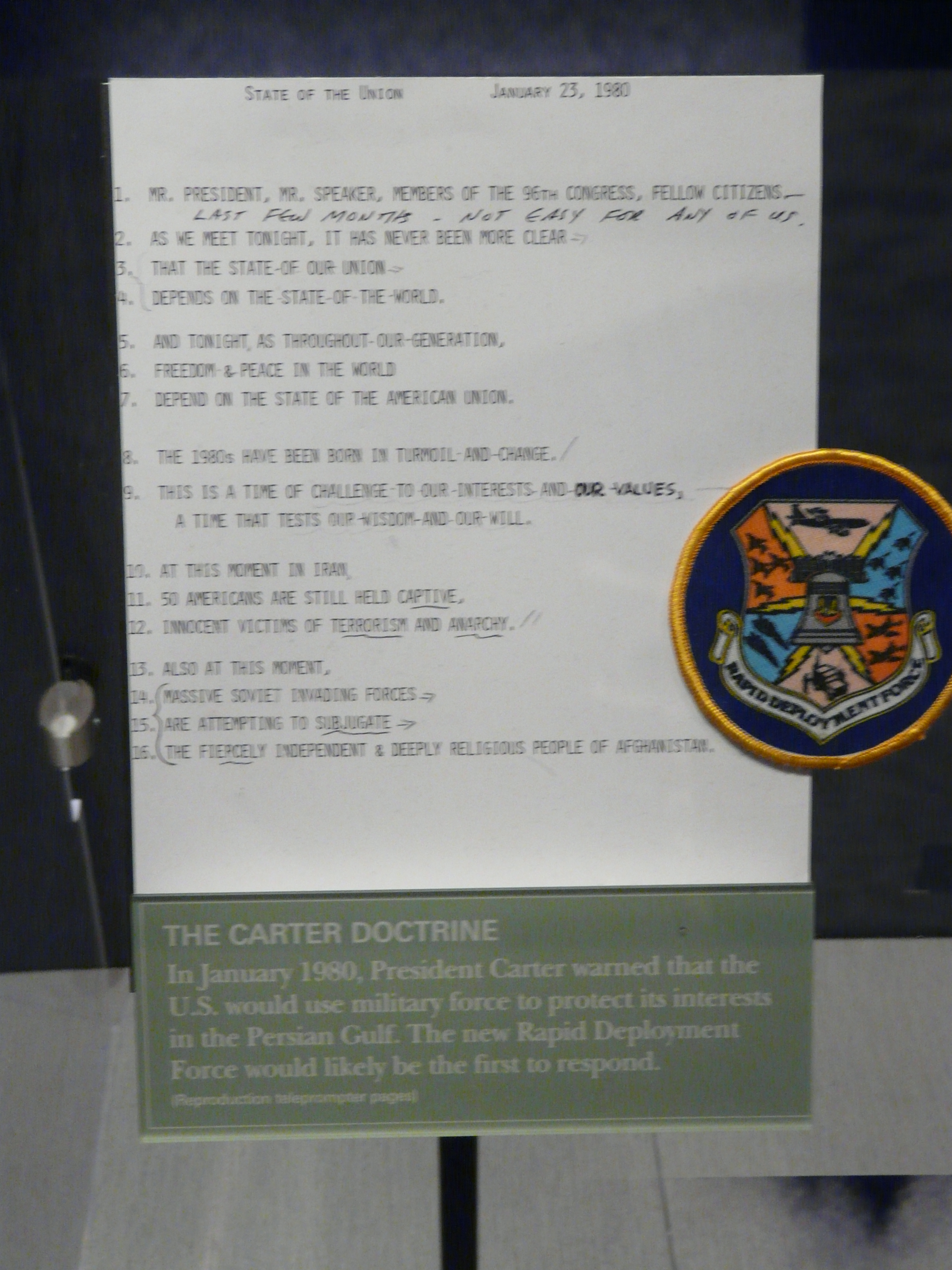
Documento relacionado con la Doctrina Carter

Fue una respuesta a la intervención de Afganistán por la Unión Soviética en 1979, y tenía la intención de disuadir la Unión Soviética, adversario de la Guerra Fría, de buscar la hegemonía en el Golfo.

La siguiente afirmación, clave de esta doctrina, fue escrita por Zbigniew Brzezinski, asesor de Seguridad Nacional del presidente Carter: 

Let our position be absolutely clear: An attempt by any outside force to gain control of the Persian Gulf region will be regarded as an assault on the vital interests of the United States of America, and such an assault will be repelled by any means necessary, including military force.

Que nuestra posición sea absolutamente clara: un intento de cualquier fuerza externa de obtener el control de la región del Golfo Pérsico se considerará un asalto a los intereses vitales de los Estados Unidos de América, y dicho asalto será repelido por cualquier medio necesario, incluida la fuerza militar.

Brzezinski arregló el texto de la Doctrina Truman, e insistió en que la sentencia incluida en el discurso debería "dejar muy claro que los soviéticos deben permanecer alejados del Golfo Pérsico".
En el libro "The Prize: The Epic Quest for Oil, Money, and Power", el autor Daniel Yergin señala que la Doctrina Carter "reflejaba sorprendentes similitudes" a una declaración británica de 1903, en la que el secretario de Relaciones Exteriores británico Lord Landsdowne advirtió a Rusia y Alemania que los británicos "consideraban que el establecimiento de una base naval o de un puerto fortificado en el Golfo Pérsico por cualquier otra potencia como una gravísima amenaza para los intereses británicos, y se opondrían con todos los medios a su disposición".